# Ancylolomia tentaculella
Ancylolomia tentaculella — вид лускокрилих комах родини вогнівок-трав'янок (Crambidae).

## Поширення
Вид поширений в Центральній та Південній Європі і на Близькому Сході. Присутній у фауні України.

## Опис

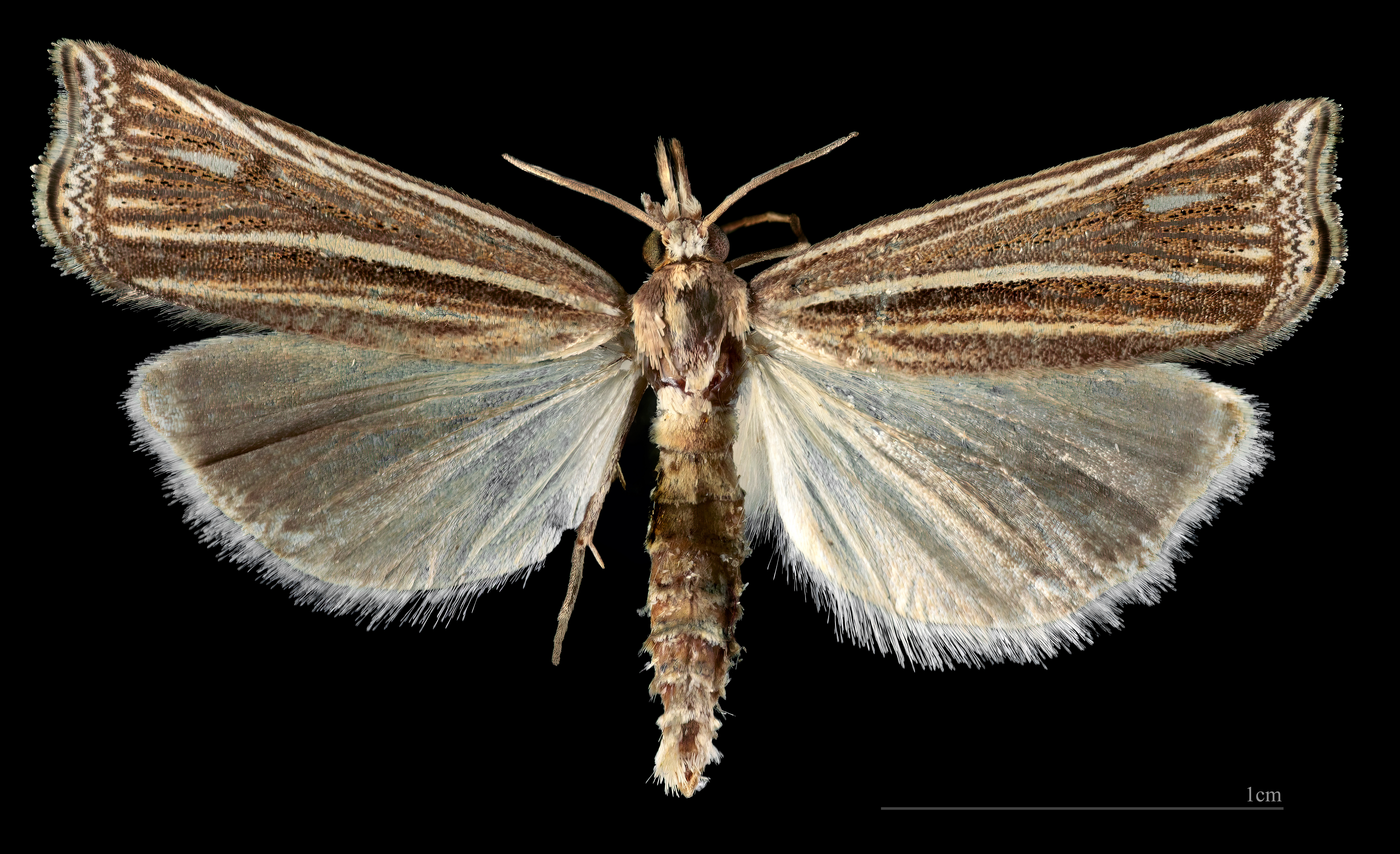
♂
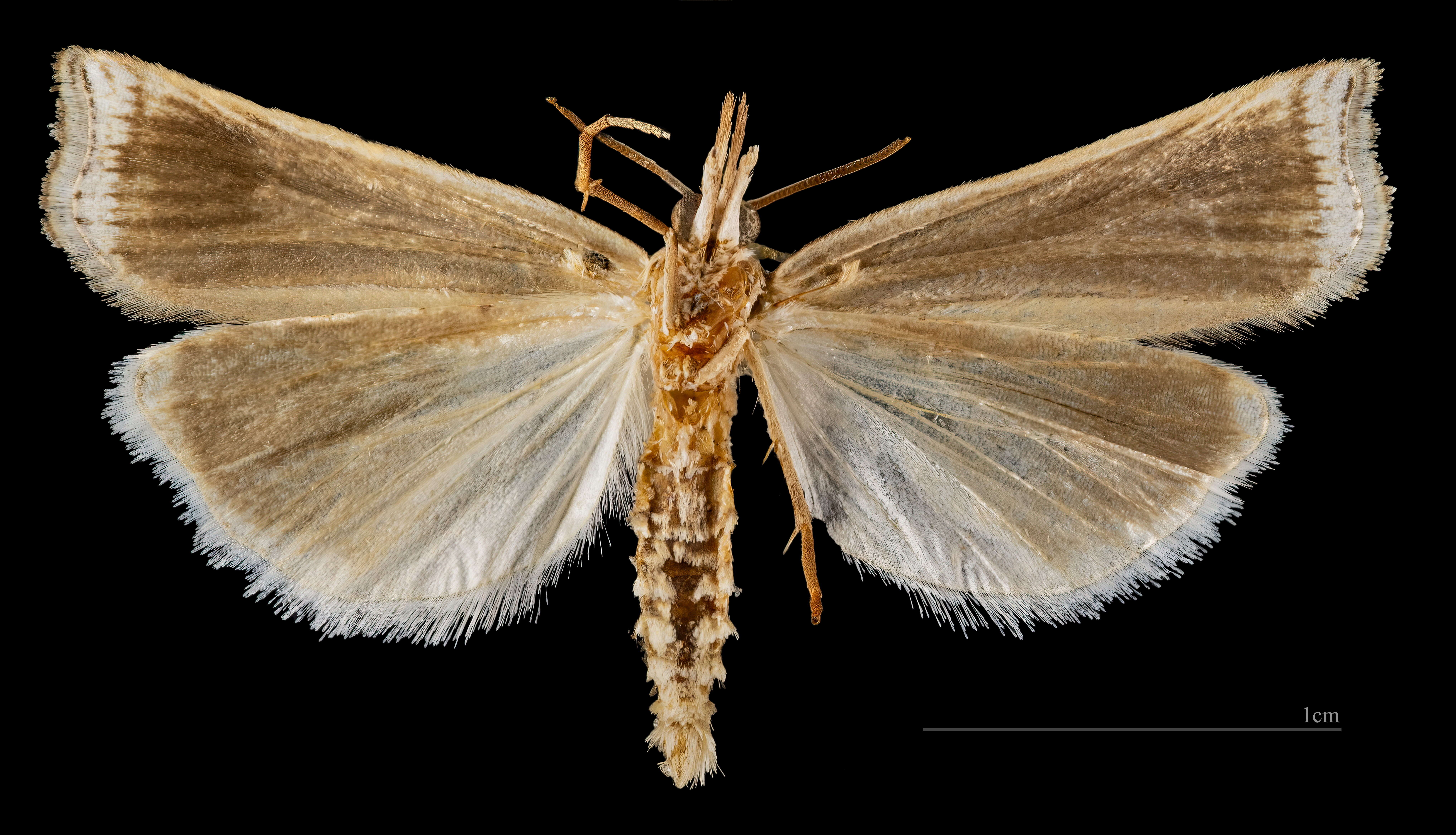
♂ △

Розмах крил 30-34 мм.

## Спосіб життя
Метелики літають з червня по вересень. Буває два покоління за рік. Личинки живляться стеблами різних трав.